# Chiesa di Santa Severa (Ollastra)
La chiesa di Santa Severa è un edificio religioso ubicato a Ollastra, centro abitato della Sardegna centrale.
Edificata nella seconda metà del XV secolo e consacrata al culto cattolico, fa parte della parrocchia di San Sebastiano, diocesi di Oristano.